# Anomala bioculata
Anomala bioculata är en skalbaggsart som beskrevs av Leon Fairmaire 1887. Anomala bioculata ingår i släktet Anomala och familjen Rutelidae. Inga underarter finns listade i Catalogue of Life.